# Stictopelta hinnuleus
Stictopelta hinnuleus är en insektsart som beskrevs av Fowler. Stictopelta hinnuleus ingår i släktet Stictopelta och familjen hornstritar. Inga underarter finns listade i Catalogue of Life.